# Ahmed Karahisari

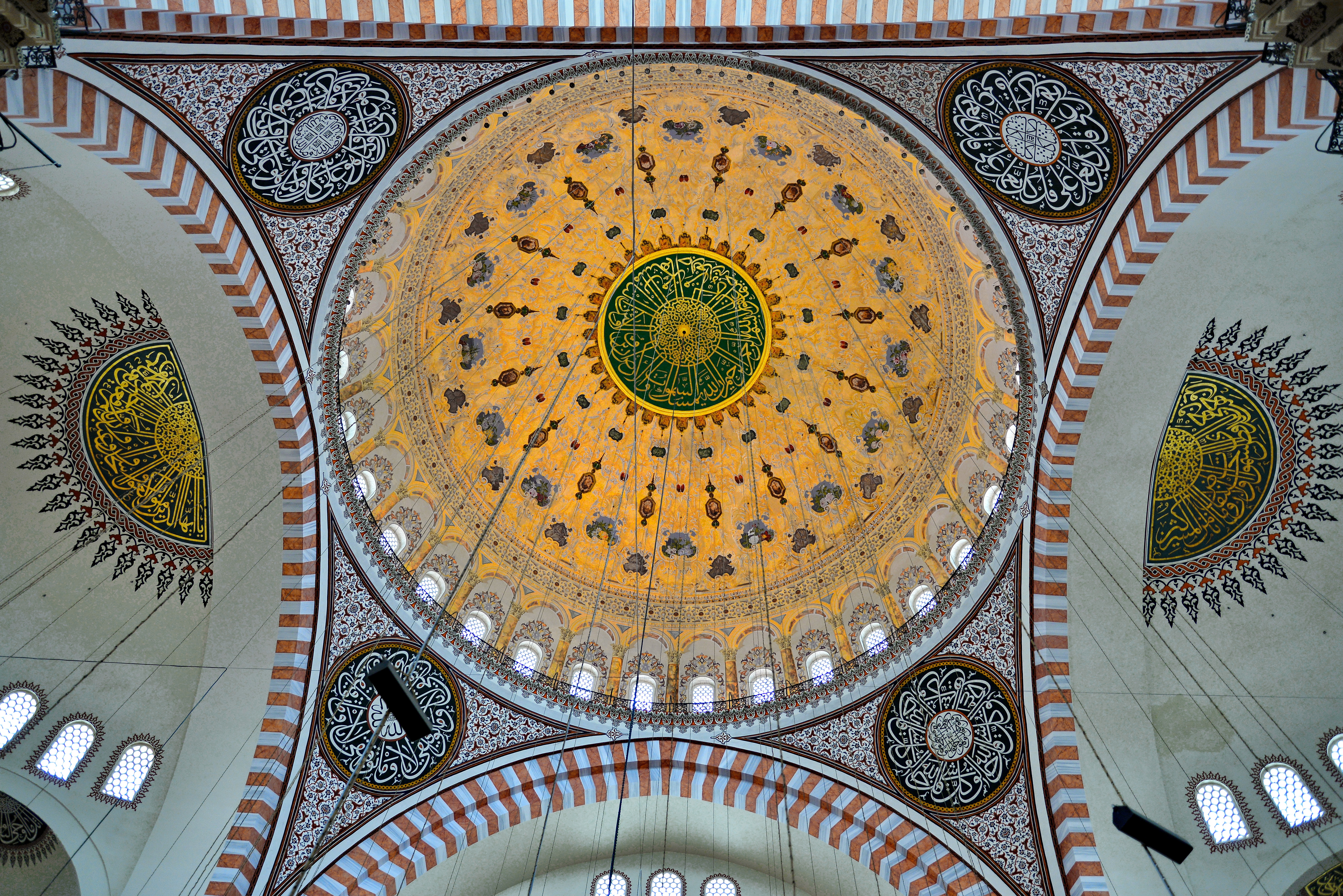
1. Kopuła Meczetu Sulejmana z kaligrafiami zaprojektowanymi przez Ahmeda Karahisariego wpisanymi w rozety

Ahmed Karahisari (osm. احمد قره حصاری; ur. 1469 w Afyon Karahisar, zm. 1556 w Stambule) – najsłynniejszy osmański kaligraf epoki Sulejmana Wspaniałego (1520–1566).
Zalicza się go do uczniów Şeyha Hamdullaha, jednak spośród swoich nauczycieli on sam za najważniejszego uważał perskiego mistrza Asadollaha Kermaniego (zm. 1488), chociaż nie wiadomo gdzie pobierał od niego nauki. Został członkiem sułtańskiego korpusu kaligrafów (ahl-i hiraf) i najsłynniejszym kaligrafem Sulejmana Wspaniałego. Sygnowane przez niego dzieła obejmują okres od 1527 do 1554 i wszystkie zdają się być sułtańskimi zamówieniami. Najważniejsze z nich zostały wykonane podczas ostatniej dekady jego życia i zalicza się do nich m.in. największa kiedykolwiek sporządzona dla Osmanów kopia Koranu, o wymiarach 63 na 43 cm, która była nadal niedokończona w chwili śmierci Karahisariego w 1556 (zobacz ilustracja nr 3). Oprócz egzemplarzy Koranu Karahisari kopiował zbiory tradycji i modlitw, kaligraficzne przykłady i ćwiczenia (zobacz ilustracja nr 6).
Zamiast rozwijać modny w tym czasie styl Şeyha Hamdullaha Karahisari starał się ożywić sześć klasycznych duktów Jakuta al-Mustasimiego (zm. 1298), doprowadzając do doskonałości zwłaszcza sülüs i tevkî. Jego nesih (zobacz ilustracje nr 2 i 4) nie mógł konkurować z tym wprowadzonym przez Şeyha Hamdullaha i tylko w zakresie dużego sülüs (celî sülüs) (zobacz ilustracja nr 1) przyjmuje się, iż jego styl był efektywniejszy. Podobnie jak Hamdullah Karahisari preferował używanie celî sülüs, któremu towarzyszył nesih na obrzeżach, ale oprócz tego eksperymentował z wieloma różnymi kaligraficznymi formami, takimi jak „kwadratowe kufi” (banna’i, makili), podwójne inskrypcje zawierające lustrzane obrazy (musanna) i tusze różnych kolorów. Był znany także z używania tzw. pisma łańcuchowego (musalsal), w którym litery były połączone tak jakby pióro nie odrywało się od papieru. Za mistrzowski przykład użycia dwóch tak odmiennych technik jak „kwadratowe kufi” i „pismo łańcuchowe” uchodzi jego frontyspis do zbioru tekstów religijnych skopiowanych dla Sulejmana ok. 1550 (zobacz ilustracja nr 5). Był także (wraz ze swoim przybranym synem Hasanem Çelebim (zm. po 1594) autorem kaligrafii zdobiących najbardziej prestiżowe dzieła architektoniczne ówczesnego Stambułu, włącznie z Meczetem Sulejmana (zobacz ilustracja nr 1).
Oprócz Hasana Çelebiego innym ważnym uczniem Karahisariego był Derviş Mehmed (zm. 1592). Poza celî sülüs styl Karahisariego został porzucony przez następne pokolenie na rzecz tego stworzonego przez Şeyha Hamdullaha. Pomimo to Karahisari obok właśnie Hamdullaha i Hafiza Osmana tradycyjnie uważany jest za jednego z trzech najważniejszych kaligrafów okresu osmańskiego.

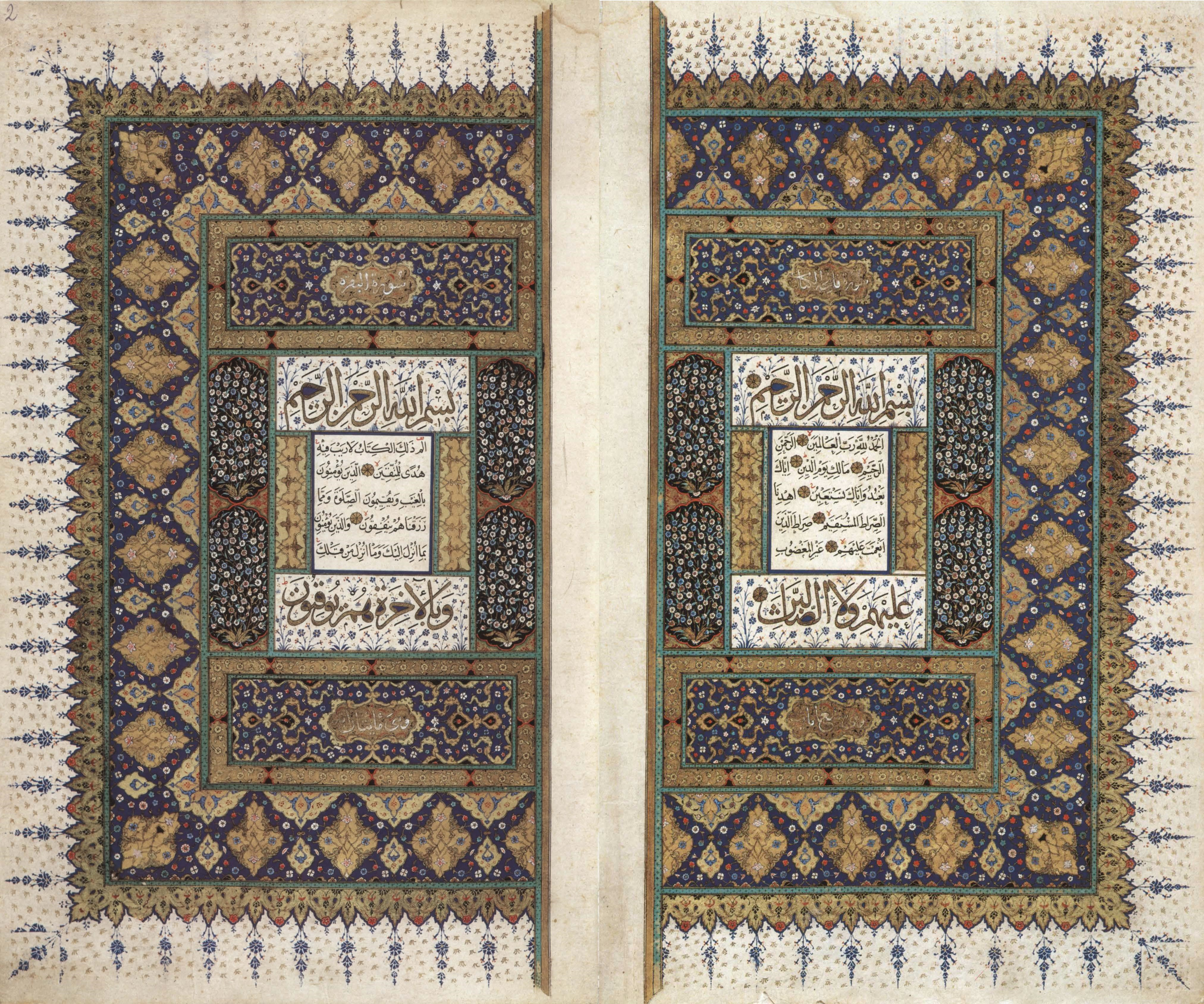
2. Strona tytułowa Koranu iluminowanego przez Kara Memi. Biblioteka Pałacu Topkapı
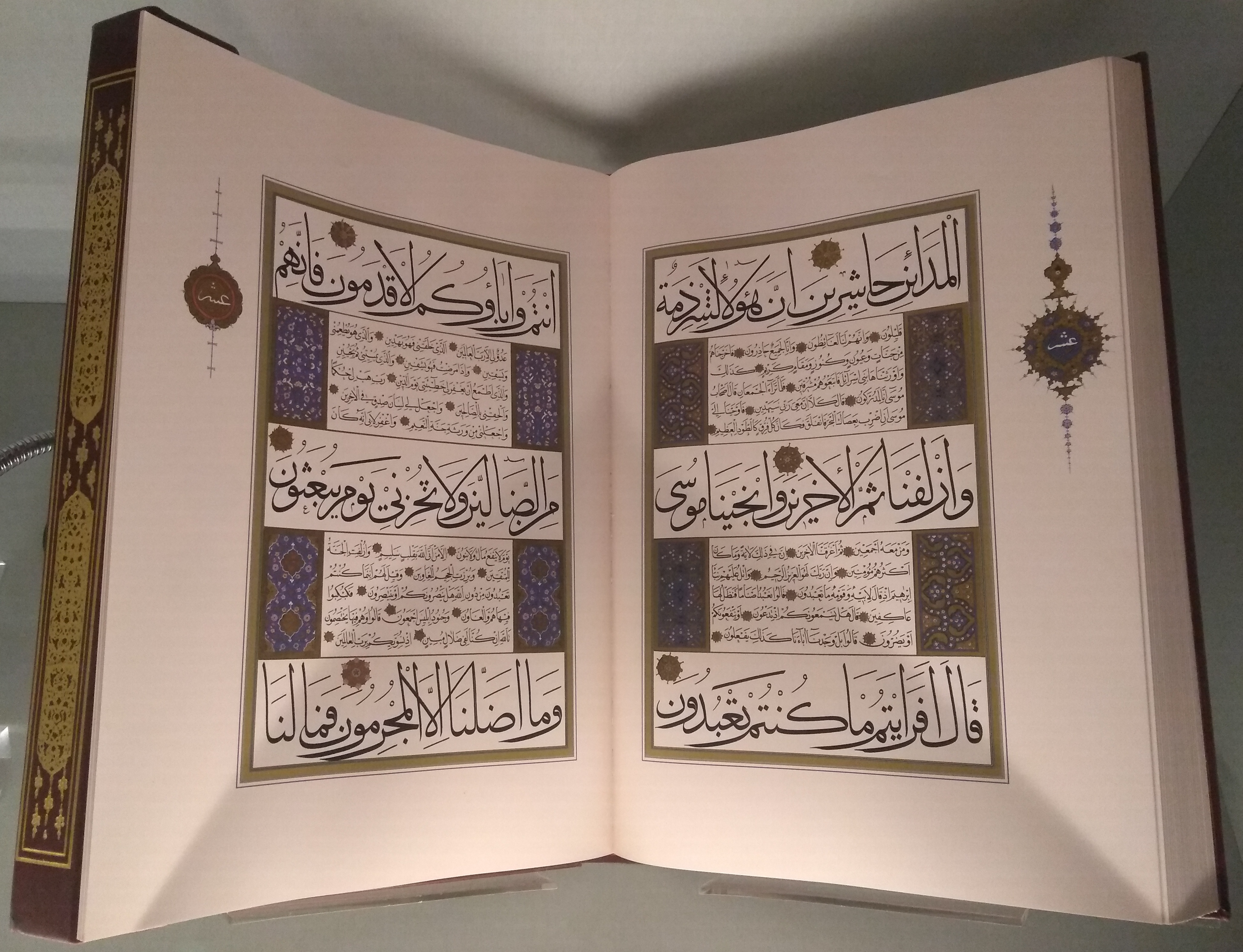
3. Faksymile Koranu skopiowanego na zamówienie Sulejmana. Ahmed Karahisari sporządził jego dwieście dwadzieścia stron, zaś po jego śmierci rękopis dokończył jego przybrany syn Hasan Çelebi, autor ostatnich osiemdziesięciu stron. Oryginał znajduje się w Bibliotece Pałacu Topkapı
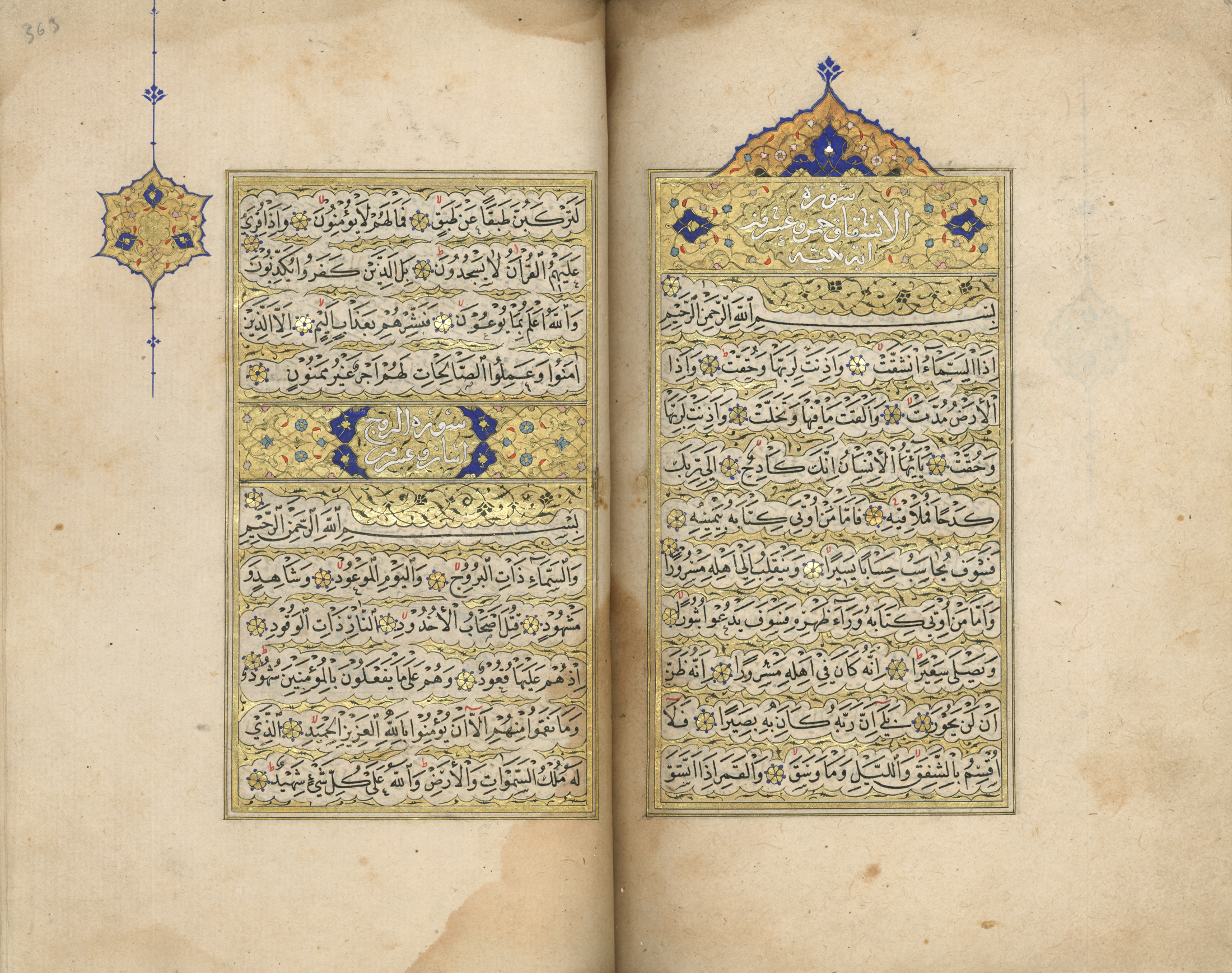
4. Dwie strony Koranu z okresu panowania Sulejmana. Jego iluminacja i znakomita kaligrafia sprawiają, iż wielu uczonych uważa ten rękopis za dzieło Ahmeda Karahisariego[10]. The Nasser D. Khalili Collection of Islamic Art
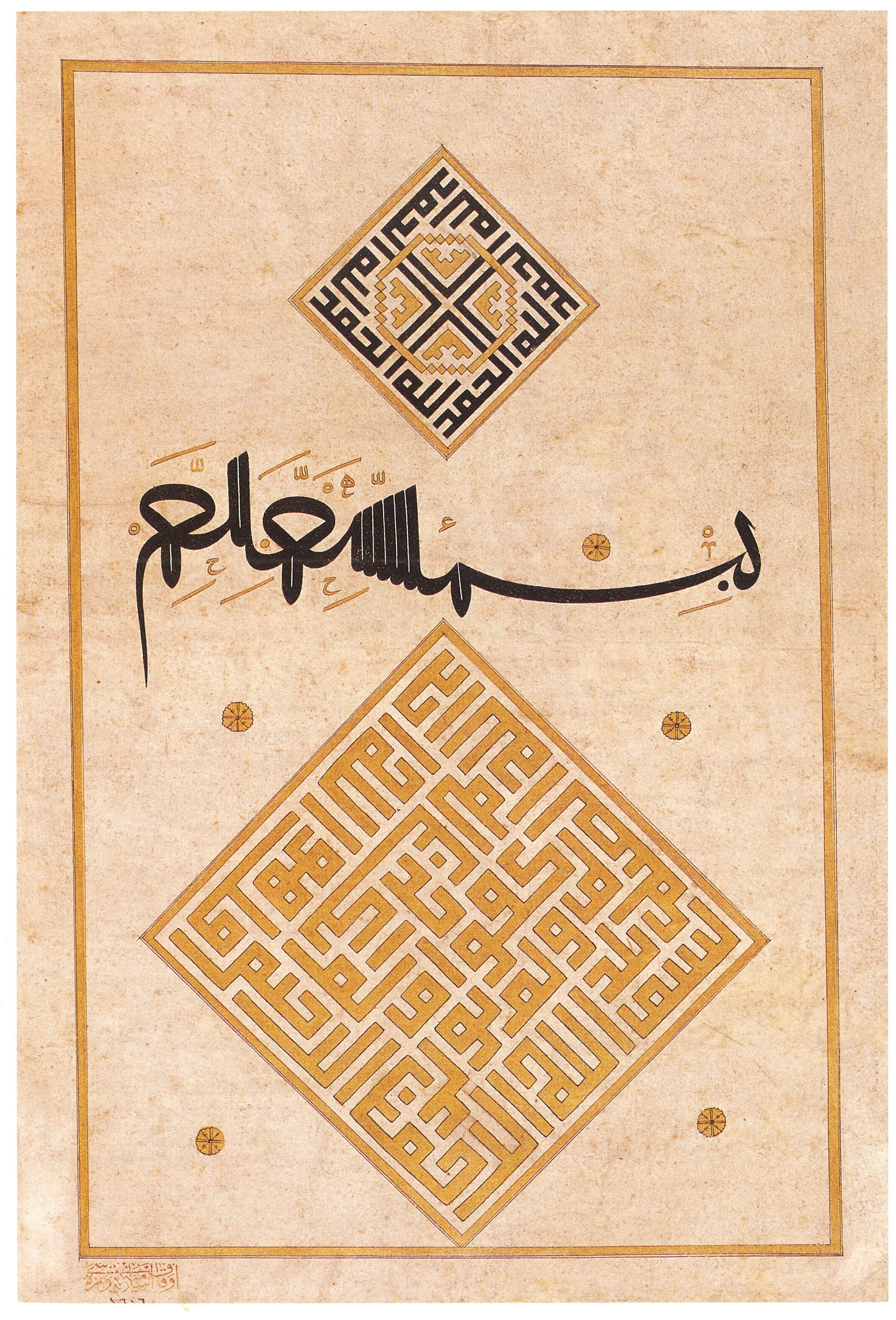
5. Prawa strona frontyspisu religijnego rękopisu sporządzonego dla Sulejmana. Muzeum Sztuki Tureckiej i Islamskiej w Stambule
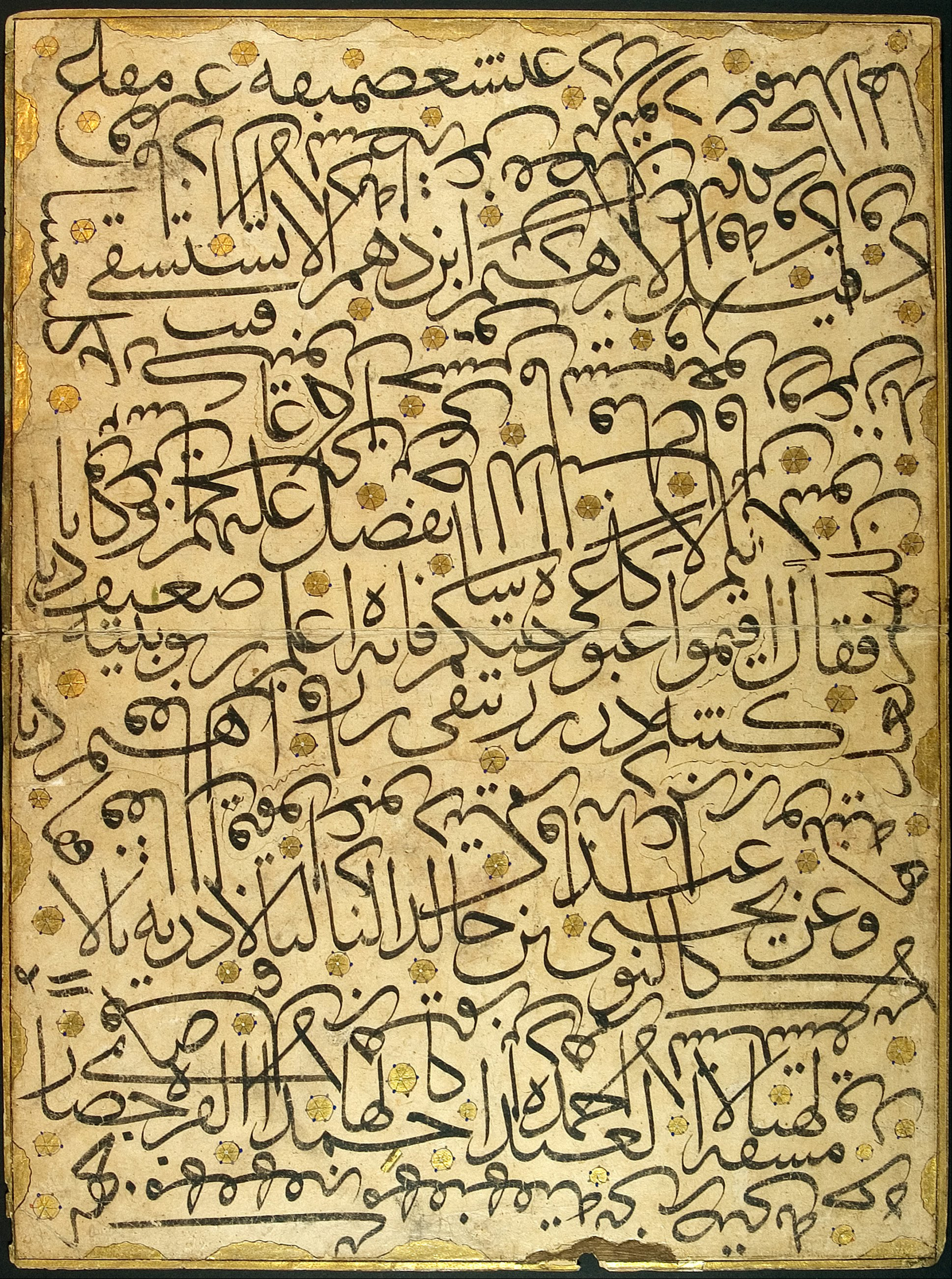
6. Ćwiczenie kaligraficzne (karalama). Złoto i tusz na papierze. Muzeum Sakıpa Sabancıego